# Dunderhonung
Dunderhonung är en fiktiv typ av honung som seriefiguren Bamses farmor kokar ihop åt Bamse, som äter den för att bli stark.

## Förhistoria
Dunderhonung har, liksom mycket annat i Bamse, sina föregångare i Rune Andréassons tidigare serier. I Åsnan Kal från Slottsskogen #215 (GP 21 oktober 1949) förekommer styrkedroppar kokade på recept från en ugglas farmor. I Lille Rikard och hans katt #553 kokar en gumma dundersoppa på en öppen spis. Dunderhonungen bygger, enligt Andréasson, även på Karl Alfreds spenatburk.

## Metafakta
Biet Surre och det onda bergtrollet Gluff-Gluff blir också starka av honungen utan biverkningar, men alla andra som äter den får ont i magen i tre dagar. Bamses dotter Nalle-Maja blir också stark av honungen, men för att förhindra olyckor och missbruk har Bamses farmor sett till att hon samtidigt får magvärk, medan yngsta dottern Brumma varken blir stark eller får ont i magen. 
Den viktigaste ingrediensen i honungen är torkade blad från en växt som heter dunderklocka, ibland kallade dunderpulver. En tio gånger starkare version av dunderhonung, som Farmor dock bara lagat ett par gånger, kallas "peppardunder". Receptet kallas så eftersom den är en modifierad version av ett annat recept vilken gör dunderhonungen verkningslös. Om man tar två skedar peppar med receptet förlorar dunderhonungen all kraft. Tar man 20 så blir honungen 10 gånger starkare.
Dunderhonungens hållbarhetstid är 3 månader. Honung som är äldre än så gör inte längre Bamse stark, utan blir som vanlig honung som alla kan äta utan att bli varken starka eller få ont i magen. Den smakar bara lite konstigt.
I tidiga nummer av Bamse, kastar han den tomma burken på marken. Efter en insändare ändrades detta till ett mer miljövänligt sätt, antingen i glasåtervinningen, eller så återanvänder han den (dock oftast "utom bild").
Dunderhonungens verkan kan sammanfattas i följande tabell:
|                 | Får inte ont i magen      | Får ont i magen            |
| --------------- | ------------------------- | -------------------------- |
| Blir stark      | Bamse, Surre, Gluff-Gluff | Nalle-Maja                 |
| Blir inte stark | Brumma                    | Alla andra figurer i Bamse |